# Marquesado de Casariego
El marquesado de Casariego es un título nobiliario español creado el 11 de febrero de 1873 por el rey Amadeo I, a favor de Fernando Fernández-Casariego y Rodríguez-Trelles, I vizconde de Tapia.

## Marqueses de Casariego
|                       | Titular                                          | Periodo               |
| Creación por Amadeo I | Creación por Amadeo I                            | Creación por Amadeo I |
| --------------------- | ------------------------------------------------ | --------------------- |
| I                     | Fernando Fernández-Casariego y Rodríguez-Trelles | 1873-1874             |
| II                    | Carlota Fernández-Casariego y Méndez-Piedra      | 1874-1914             |
| III                   | Alejandro Travesedo y Fernández-Casariego        | 1915-1940             |
| IV                    | José María Allendesalazar y Travesedo            | 1940/1951-1983        |
| V                     | Manuel María Allendesalazar y de la Cierva       | 1986-actual titular   |

## Historia de los marqueses de Casariego
- Fernando Fernández-Casariego y Rodríguez-Trelles (Tapia de Casariego, 19 de febrero de 1792-Madrid, 22 de marzo de 1874), I marqués de Casariego,[1] I vizconde de Tapia (11 de febrero de 1873), empresario, senador vitalicio (1867-1868), por Zamora (1872) y por Oviedo (1872-1873).[2] Era hijo de Ángel Fernández-Casariego y Fernández-Bardiales y de Ignacia María Rodríguez-Trelles y Blanco-Casariego.[2]

Casó, en primeras nupcias con Carlota Villarino. Sin descendencia. Contrajo un segundo matrimonio con su sobrina, Victoriana Méndez-Piedra, padres de cinco hijos, dos varones y tres mujeres. Le sucedió su hija:
- Carlota Fernández-Casariego y Méndez-Piedra (1837-1914), II marquesa de Casariego[1] y II vizcondesa de Tapia.

Casó con Juan Travesedo y Canet, I conde de Maluque. En 28 de junio de 1915 le sucedió su hijo:
- Alejandro Travesedo y Fernández-Casariego (1859-2 de febrero de 1940), III marqués de Casariego,[1]  III vizconde de Tapia y gentilhombre de cámara con ejercicio y servidumbre del rey Alfonso XIII.[3]

Casó, el 24 de enero de 1887, en Madrid, con María de los Desamparados Bernaldo de Quirós y Muñoz, I marquesa de Santa Cristina, grande de España, hija de José María Bernaldo de Quirós y González de Cienfuegos, VIII marqués de Campo Sagrado y de su esposa María Cristina Muñoz y Borbón, I marquesa de la Isabela, I vizcondesa de la Dehesilla y nieta de la reina María Cristina de Borbón-Dos Sicilias. En 28 de septiembre de 1951, sucedió su nieto:
- José María Allendesalazar y Travesedo (1921-30 de octubre de 1983), IV marqués de Casariego,[1][5] III marqués de Santa Cristina, grande de España,[4] VI conde de Montefuerte y IV conde de Alpuente. Fue ministro plenipotenciario y jefe de protocolo de la Casa Real.[4] Era hijo de Rita Travesedo y Bernaldo de Quirós, II marquesa de Santa Cristina, grande de España,[4] y de su esposo Manuel Allendesalazar y Aspiroz, V conde de Montefuerte.[4]

Casó, el 23 de junio de 1947, con Isabel de la Cierva y Osorio de Moscoso (m. 5 de enero de 2017), hija de Antonio de la Cierva y Lewita, II conde de Ballobar y de María Rafaela Osorio de Moscoso y López de Ansó,  XV duquesa de Terranova, XIV marquesa de Poza, VII condesa de Garcíez. En 5 de marzo de 1986, sucedió su hijo:
- Manuel María Allendesalazar y de la Cierva (n. en 1951), V marqués de Casariego[1] y IV marqués de Santa Cristina, grande de España.[4]

Casó, el 10 de mayo de 1984, con Ana María de Mora y Gasch, hija de Alejandro de Mora y Aragón, VIII conde de la Rosa de Abarca, (hermano de Fabiola de Mora y Aragón, reina de los belgas) y de Ana María Gasch Bascuas.